# حارة الكوني (لودر)
الكوني هي إحدى حارات حي لودر بمدينة لودر التابعة لمحافظة أبين، بلغ تعداد سكانها 2488 نسمة حسب تعداد اليمن لعام 2004.